# Lasioglossum costaricense
Lasioglossum costaricense är en biart som först beskrevs av Crawford 1906.  Lasioglossum costaricense ingår i släktet smalbin, och familjen vägbin. Inga underarter finns listade i Catalogue of Life.